# Gustav von der Schulenburg
Gustav Adolf Mathias Graf von der Schulenburg-Altenhausen (* 30. Dezember 1793 in Altenhausen; † 2. August 1855 in Karthaus) war ein preußischer Generalmajor und Mitglied des Herrenhauses.

## Leben

### Herkunft
Er entstammte der weit verzweigten Adelsfamilie von der Schulenburg und war der älteste Sohn von August Karl Jakob Graf von der Schulenburg (1764–1838) und dessen Ehefrau Marie-Luise, geborene von Kleist(-Karchnitz) (1772–1827). Sein Vater war Herr auf Altenhausen und Ivenrode. Er hatte noch acht Geschwister, darunter der spätere Landrat Wilhelm Leopold von der Schulenburg.

### Militärkarriere
Schulenburg besuchte die Ritterakademie Brandenburg und das Pädagogium Unserer Lieben Frauen in Magdeburg, bevor er 1813 ein Jurastudium in Berlin antrat. Er gab das Studium allerdings im gleichen Jahr auf, um sich preußischen Truppen in den Befreiungskriegen anzuschließen. Schulenburg wurde daraufhin als Freiwilliger im Garde-Jäger-Bataillon der Preußischen Armee angestellt. Am 6. Juni 1813 wurde er Sekondeleutnant und zeitgleich zur Dienstleistung beim Regiment Garde kommandiert. In den Feldzügen 1813/14 kämpfte Schulenburg in den Schlachten bei Großgörschen und Leipzig. Für seinen Einsatz bei Paris erhielt er das Eiserne Kreuz II. Klasse sowie den Orden des Heiligen Wladimir IV. Klasse.
Am 30. März 1824 zum Premierleutnant befördert, war er vom 21. Januar 1829 bis 11. Juli 1837 zum Großen Militär-Waisenhaus kommandiert. Anschließend zum Kommandeur der Schulabteilung des Lehr-Infanterie-Bataillons ernannt, fungierte Schulenburg von Ende April 1840 bis Anfang November 1841 auch als Präses der Examinationskommission für Portepeefähnriche der 1. Garde-Division. Am 26. März 1841 folgte mit seiner Beförderung zum Major die Ernennung zum zweiten Kommandeur des III. Bataillons des 4. Garde-Landwehr-Regiments. Im November 1849 stieg Schulenburg zum Oberstleutnant auf und wurde am 3. Oktober 1850 Kommandeur des Garde-Füsilier-Regiments. Als Oberst war er zusätzlich ab 16. September 1851 auch Militärisches Direktionsmitglied der Zentralturnanstalt Berlin. In Würdigung seiner Leistungen wurde er am 21. September 1853 mit dem Roten Adlerorden III. Klasse mit Schleife ausgezeichnet. Am 10. Mai 1855 wurde Schulenburg schließlich Kommandeur der 4. Infanterie-Brigade und in dieser Stellung am 12. Juli 1855 zum Generalmajor befördert. Er verstarb kurz darauf in Ausübung seines Dienstes an der Cholera.
Schulenburg war seit 1854 Mitglied des Preußischen Herrenhauses als Vertreter des Grafenverbandes Sachsen.